# Marsupilami
El Marsupilami és un personatge de ficció de  còmic belga creat per André Franquin el 1952 a les pàgines d'“Espirú i Fantàstic”, i que després desenvolupà la seva pròpia sèrie d'àlbums, escrits per Greg i Yann i dibuixats per Batem, a finals de la dècada del 1980, publicats per Marsu Productions. Més tard, les seves aventures es van convertir també en dues sèries de dibuixos animats i un videojoc per a Sega Genesis, i grans quantitats de marxandatge. El nom del Marsupilami és un acrònim de les paraules marsupial, Pilou-Pilou i ami, que en francès significa "amic".
Les aventures del Marsupilami han estat traduïdes del francès a diversos idiomes, entre els quals hi ha el català, l'alemany, l'holandès, el portuguès, el castellà, el grec i diverses llengües escandinaves. L'any 2009 es va afirmar que la sèrie de còmics de Marsupilami havia venut més de tres milions de còmics, segons va anunciar Marsu Productions.
El 2013, l'empresa de còmics Dupuis va comprar Marsu Produccions i els seus personatges, permetent d'aquesta manera una nova producció d'Espirú i Fantàstic que incloïa el Marsupilami. Aquesta nova producció de còmics també ha estat traduïda en català.

## Aparença i característiques
La principal característica del marsupilami és que té una llarguíssima cua que li serveix per a fer-ne un munyó i repartir cops de puny, replegar-la com una molla per botar, pescar piranyes, balancejar-se per la selva com en Tarzan amb les lianes o fer-ne un llaç per caçar. Té una força molt considerable de tal manera que es pot considerar que és l'animal dominant de la selva de Palòmbia, país imaginari d'on és originari. Altres característiques destacables són que malgrat el seu aspecte simiesc és ovípar, amfibi, omnívor, té la capacitat de reproduir sons com un lloro, és prou intel·ligent com per a interpretar plànols i té la capacitat de riure quan es diverteix. El seu pelatge més característic és groc tacat de negre, però també hi ha exemplars del tot negres, de manera semblant a com passa amb les panteres negres. L'estampat, però, apareix en créixer, ja que de petit són del tot grocs. S'agrupen en parella i fan nius amb lianes amb un mecanisme de seguretat que permet tancar-los de cop si hi ha cap perill. Els maslces diuen "Houba" la major part del temps, mentre que les femelles diuen "houbii". D'acord amb la L'Encyclopédie du Marsupilami, els marsupilamis són monotremes com l'ornitorrinc i l'equidna (el que explica que ponguin ous), mentre que tenen les característiques de mamífer.

## Còmics

### Espirú i Fantàstic
Aquests còmics de Espirú i Fantàstic compten amb el Marsupilami:
- 4. Spirou et les héritiers, 1952.
- 5. Les voleurs du Marsupilami, 1952.
- 7. Le dictateur et le champignon, 1953.
- 8. La mauvaise tête, 1954.
- 9. Le repaire de la murène, 1955.
- 10. Les pirates du silence, 1956.
- 11. Le gorille a bonne mine, 1956.
- 12. Le nid des Marsupilamis, 1957.
- 13. Le voyageur du Mésozoïque, 1957.
- 14. Le prisonnier du Bouddha, 1959.
- 15. Z comme Zorglub, 1960.
- 16. L'ombre du Z, 1960.
- 17. Spirou et les hommes-bulles, 1959.
- 18. QRN sur Bretzelburg, 1963.
- 19. Panade à Champignac, 1968.
- 20. Le faiseur d'or', 1970.
- 24. Tembo Tabou, 1958.
- 55. La colère du Marsupilami, 2016.

### Marsupilami
A la fi del 1960, Franquin va decidir retirar-se de l'elaboració d'Espirú i Fantàstic. Franquin no va donar permís perquè el personatge del Marsupilami seguís apareixent als còmics d'Espirú i Fantàstic. El Marsupilami no va aparèixer més en aquells còmics des d'aleshores.
El 1987, però, Franquin va llançar una nova sèrie de còmics del Marsupilami amb una nova editorial, Marsu Productions, Greg i Batem. Aquesta nova sèrie va oferir la família del Marsupilami. Més tard, Greg va abandonar la sèrie, i altres col·laboradors van ser elegits per Franquin, com Yann, Fauche i Adam. El primer còmic publicat a la sèrie és La Queue du Marsupilami.
- 0. Capturez un Marsupilami, 6/2002).
- 1. La Queue du Marsupilami, 10/1987.
- 2. Le Bébé du bout du monde, 6/1988.
- 3. Mars le Noir, 3/1989.
- 4. Le Pollen du Monte Urticando, 11/1989.
- 5. Baby Prinz, 10/1990.
- 6. Fordlandia, 11/1991.
- 7. L'Or de Boavista, 10/1992.
- 8. Le Temple de Boavista, 10/1993.
- 9. Le Papillon des cimes, 10/1994.
- 10. Rififi en Palombie, 4/1996.
- 11. Houba Banana, 7/1997.
- 12. Trafic à Jollywood, 7/1998.
- 13. Le Défilé du jaguar, 9/1999.
- 14. Un fils en or, 6/2000.
- 15. C'est quoi ce cirque !?, 9/2001.
- 16. Tous en Piste, 6/2003.
- 17. L'orchidée des Chahutas, 6/2004.
- 18. Robinson Academy, 6/2005
- 19. Magie Blanche, 11/2006.
- 20. Viva Palombia, 6/2007.
- 21. Red monster, 4/2008.
- 22. Chiquito Paradiso, 4/2009.
- 23. Croc Vert , 5/2010.[4]
- 24. Opération Attila, 20/05/2011.[5]
- 25. Sur la piste du Marsupilami, 4/2012. Art by Batem, story by Colman, Chabat and Doner.
- 26. Santa Calamidad, 11/2012.[6]
- 27. Coeur d'étoile, 11/2013.[6]
- 28. Biba, 11/2014.

#### Altres
- L'Encyclopédie du Marsupilami, publicada el 1991 és una "enciclopèdia" sobre la història natural del Marsupilami, no un llibre d'historietes. El text són fets per Cambier i Verhoest, i els dibuixos per Bateman i Franquin.
- Gaston et le Marsupilami va ser publicat per Dupuis el 1978. Aquest àlbum engloba tots els còmics de Marsupilami.
- Al desembre del 2006 es publicaren una sèrie de llibres il·lustrats amb el Marsupilami com el personatge principal. L'editorial de la sèrie és Hachette. Els escenaris d'aquests llibres s'han utilitzat a la sèrie d'animació Mon ami Marsupilami (vegeu més avall).

A més, també s'han creat alguns còmics independents en què hi apareix el Marsupilami

## Animació

### Disney

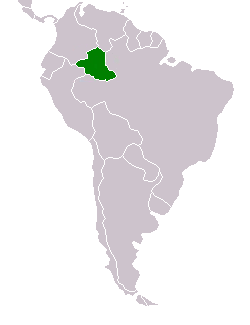
Localització de Palòmbia a l'Amèrica del Sud, el país fictici on habita el Marsupilami.

La versió de Disney del Marsupilami va aparèixer per primera vegada a la televisió amb Raw Toonage el 1992. Un any després, es va crear una sèrie pròpia de Marsupilami a la xarxa CBS. Els personatges complementaris de Marsupilami en aquesta versió són Maurici el goril·la, Stewart l'elefant, Eduard el jaguar, Leonard el lleó, i Norman el caçador furtiu. A les històries originals de Marsupilami de Franquin mai hi van aparèixer un goril·la o un elefant, ja que aquestes espècies són natives d'Àfrica, mentre que el Marsupilami es diu al seu còmic que prové d'Amèrica del Sud, concretament del país fictici de Palòmbia. Un altre canvi és que el Marsupilami pot parlar, a diferència de la seva contrapart còmica en que ell només pot imitar el so com un lloro. En aquesta versió, el Marsupilami té la veu de Steve Mackall.
Aquesta versió constava de tretze episodis i una temporada. La sèrie van ser transmesa pel canal de Disney (entre l'octubre del 1994 to June 1995 i el juny del 1995), i més tard a Toon Disney. Els dibuixants dels personatges van ser en aquesta versió Tony Bancroft i Michael Surrey.

### Marathon

#### Primera temporada - Marsupilami (2000)
El març del 2010 es va estrenar una segona sèrie, aquesta vegada produïda a França, que va constar de 26 episodis emesos al Canal J. Produïda per Cactus Animation, Marathon Production & Marsu Productions, és la sèrie que segueix de més a prop al personatge del còmic original.
En aquesta primera temporada, el Marsupilami va viure aventures sol o amb la seva família (la seva parella i els seus tres marsupilamis joves; Bibi, Bibu i Bobo). Per exemple, en un episodi el Marsupilami havia de salvar un grup d'animals de circ, en una altra havia d'anar a la ciutat altra vegada per salvar a un dels seus fills capturat per un caçador, etc.

#### Segona temporoda - Mon ami Marsupilami (2003)
La segona temporada consta de 15 episodis de 15 episodis, i és denominada Mon ami Marsupilami (en català: "El meu amic Marsupilami"). El Marsupilami i la seva família es converteixen en els millors amics d'una família humana, la Du Jardin, que viu molt a prop seu. La família és formada per n'Amanda, una científica especialitzada en el Marsupilami, en Jean-Pierre, el marit de l'Amanda que és un tècnic informàtic que treballa des de casa i els dos fills que tenen: en Teo i na Zoe. En Leo i el Marsupilami són millors amics i viuen un munt d'aventures, amb dos nous amics i alguns enemics ja existents en la primera temporada, com el caçador Puntdemira (nom en la versió catalana, originalment Backalive).

#### Temporades 3 i 4 - Houba Houba Hop! (2009)
La tercera i quarta temporada, llançada el 2009, disposa d'un nen pre-adolescent anomenat Hèctor i la seva tieta Diana, que se'n van a viure a la selva de Palòmbia durant un any per estudiar la seva fauna i flora. Es converteixen en els millors amics de la família del Marsupilami. Els seus principals enemics són na Felícia Devort, que planeja talar totalment la selva palombiana i construir la megalòpolis Devort City enlloc seu, i els seus dos sequaços, en Destroi i en Sabarut (noms en la versió catalana; originalment Story i Blueprint). També apareix el caçador Puntdemira, ja present en les últimes dues temporades.

#### Cinquena temporada - Nos voisins les Marsupilamis (2012)
La cinquena temporada, llançada el 2012, consta d'uns primers 26 episodis, i és denominada Nos voisins les Marsupilamis (en català: "Els nostres veïns els Marsupilamis"). Els protagonistes d'aquesta temporada són una família que es trasllada enmig de la selva de Palòmbia, just al costat de la casa dels Marsupilamis. La família la formen en Bernard, un investigador, i els seus tres fills, na Sarah, n'Iris i n'Isidor. La mare dels tres nens no apareix fins l'últim episodi. En aquesta versió també apareix el caçador Puntdemira.

### Televisió
Aquesta sèrie ha estat transmesa en més de 37 països, entre ells Alemanya (Super RTL), Algèria (Programme National), Bèlgica (RTL TVI), Canadà (Télé-Québec), Catalunya (Canal Super3, TV3), Estònia (ETV), Bulgària (Super7), Espanya (Antena 3, Disney Channel i Toon Disney), Finlàndia (MTV3), Xipre (CyBC), Grècia (Alter Channel), Irlanda (RTÉ), Itàlia (Italia 1), Portugal (Prisvideo), Suïssa (TSR), Rússia (THT Network), Hongria (Minimax), Eslovènia (RTV), el Marroc (2M TV), Turquia (Yumurcak TV), Mèxic (Canal 22, només la temporada Houba Houba Hop!), el Brasil (Rede Globo), Veneçuela (RCTV), Indonèsia (canal B), Malàisia (TV3 i TV9), el nord d'Àfrica (CFI) i l'Amèrica Llatina (ZAZ, només la primera temporada), el Pròxim Orient i l'Orient Mitjà (TV5), Vietnam (HTV7), Tailàndia (United Broadcasting Corporation), Corea del Sud (EBS), Islàndia (Uppeldi EHF) i Sud-àfrica (SABC).
A Catalunya s'han emès les cinc temporades de la sèrie al Canal Super3 (TVC), l'última de les quals el desembre de 2015.

## Fama
- S'ha fabricat una figura de cera del Marsupilami i s'exhibeix al Museu Grévin, un museu que exhibeix estàtues realistes de personatges famosos,.
- S'han creat molts productes comercials per a diverses empreses: roba, sabates, rellotges, decoració, plats, figuretes, peluixos, mitges, motxilles, productes escolars, trencaclosques i roba interior.
- El Marsupilami apareix en un segell creat pel France Poste el 2003 (n° 3569).
- La pàgina web oficial www.marsupilami.com afirma que té més de 25.000 subscriptors.
- El Marsupilami és una atracció de fira al còmic d'Astèrix el Gal El combat dels caps.
- Es pot trobar una estàtua del Marsupilami al centre d'una rotonda de Charleroi i també se'n pot trobar una altra en una rotonda d'Angulema, la ciutat amb el festival més gran del còmic a França.